# كارلوس دياز (لاعب كرة قدم مواليد 1987)
كارلوس دياز (بالإنجليزية: Carlos Diaz)‏ (15 فبراير 1987 في الولايات المتحدة - ) هو لاعب كرة قدم أمريكي في مركز الوسط. لعب مع دبليو كونكشن ونادي فيرينتسفاروشي ونادي بايساندو ‏ وSan Francisco Seals (soccer) ‏.

## وصلات خارجية
- كارلوس دياز على موقع قاعدة بيانات كرة القدم.إي يو (الإنجليزية)
- كارلوس دياز على موقع Soccerway.com (الإنجليزية)